# 19433 Нафтц
19433 Нафтц (19433 Naftz) — астероїд головного поясу, відкритий 20 березня 1998 року.
Тіссеранів параметр щодо Юпітера — 3,384.